# Saison 2014 de l'équipe cycliste Movistar Team América
La saison 2014 de l'équipe cycliste Movistar Team América est la quatrième de cette équipe cycliste Colombienne. L'équipe est créée en 2011 avec le statut d'équipe continentale. À cette date, elle est la filiale de l'équipe World Tour espagnole Movistar. En 2013, à la suite du désengagement de l'équipe espagnole, les succursales colombienne et équatorienne de la firme Movistar décident de sponsoriser la formation qui redémarre au plus haut national en Colombie. En 2014, seule la succursale colombienne sponsorise l'équipe.

## Avant-saison

### Arrivées et départs
Au mois de janvier, le manager général Libardo Leyton annonce trois premiers coureurs venant renforcer l'effectif. Deux transfuges sont issus de la formation Formesán - Bogotá Humana - ETB, Juan David Vargas et Óscar Pachón. Vargas, spécialiste du contre-la-montre, a remporté la Clásica de Soacha et ses qualités de grimpeur lui ont permis de rentrer dans le top ten du dernier Clásico RCN. Pachón est plus expérimenté. Il a porté le maillot d'équipes italienne et chilienne, et son domaine de prédilection est la moyenne montagne. Le troisième renfort est Cristian Talero, sprinteur, il a remporté une étape et le classement des étapes volantes au Clásico RCN, avec la formation des Forces armées colombiennes. Principal objectif du recrutement de la nouvelle équipe continentale équatorienne, Movistar Team América perd, cependant, Byron Guamá au profit de la formation Ecuador. À la présentation officielle de l'équipe, deux mois plus tard, ce sont, finalement, six nouvelles recrues qui intègrent la formation. Aux trois pré-cités, il faut ajouter deux Espoirs, Roller Diagama et Luis Miguel Martínez. Ainsi qu'un sixième renfort, le sprinter italien Marco Zamparella. Officiant la saison précédente dans l'équipe italo-hongroise Utensilnord Ora24.eu, il participe, avec celle-ci, au Tour de Colombie 2013. C'est son directeur sportif Franco Gini, devenu entre-temps directeur technique des sélections colombiennes, qui lui a permis de trouver ce contrat en Colombie.
| Arrivée              | Équipe 2013                                                 |
| -------------------- | ----------------------------------------------------------- |
| Roller Diagama       | Multirepuestos Bosa                                         |
| Luis Miguel Martínez | Coltejer - Alcaldía de Manizales                            |
| Óscar Pachón         | Formesán - Bogotá Humana - ETB                              |
| Cristian Talero      | Aguardiente Néctar puis Fuerzas Armadas - Ejército Nacional |
| Juan David Vargas    | Formesán - Bogotá Humana - ETB                              |
| Marco Zamparella     | Utensilnord Ora24.eu                                        |

| Départ            | Équipe 2014                  |
| ----------------- | ---------------------------- |
| Julián Cardona    | Los Pijaos - Rodrigo Pacheco |
| Freddy González   | Retraite                     |
| Byron Guamá       | Ecuador                      |
| Darwin Pantoja    | Colombia                     |
| Marcelo Paspuezán |                              |
| Alejandro Serna   | Los Pijaos - Rodrigo Pacheco |

### Matériel
La formation est équipée par la marque de cycles américaine Cannondale Bicycle Corporation, elle utilise le vélo Cannondale EVO 22. La société Endura procure les nouveaux maillots pour la saison 2014. Tandis que l'entreprise CatLike fournit les casques et Adidas les lunettes.

### Programme et perspectives pour la saison
Pour la quatrième année, l'entreprise de télécommunications Telefónica sponsorise la formation. Après avoir remporté, en 2013, les deux épreuves majeures du calendrier national équatorien (la Clásica Panavial de Tulcán (es) et le Tour de l'Équateur), terminé vice-champion du Clásico RCN, le manager général Libardo Leyton affronte avec optimisme la nouvelle saison.
Lors de la présentation de l'équipe au siège social de "Movistar Colombia", à Bogota, en présence du président exécutif de la firme, Libardo Leyton annonce avoir renforcé une formation qui a donné satisfaction l'année précédente, pour obtenir les succès escomptés dans les courses nationales et internationale, avec l'arrivée de Pachón, Talero et Vargas. De plus, avec le recrutement de Diágama et de Martínez pour épauler Brayan Ramírez, la formation pourra, et ce pour la première fois, disposer d'une équipe en son nom propre pour disputer la Vuelta de la Juventud (le Tour de Colombie Espoir). Jessica Parra, championne du monde junior de la course scratch en 2013, est l'unique féminine, intégrée au groupe. La volonté des dirigeants est de lui apporter l'aide et l'attention nécessaire pour sa progression, en vue des prochains Jeux olympiques.

## Déroulement de la saison
Quelques jours avant de reprendre la compétition, leur sponsor convie l'équipe au complet à une promenade à bicyclette, la Ruta Movistar Cali 2014 qui rassemble environ 2 500 personnes dans le sud de la capitale vallecaucana. Initiative qui permet aux coureurs de la formation de se mêler à la foule des aficionados, et à ceux-ci de les côtoyer.
La formation dispute sa première course de la saison à l'occasion de la Vuelta al Valle del Cauca, début avril. Jessica Parra y est engagée ainsi que onze des douze membres de l'effectif masculin (dont deux dans une équipe appelée "mixte 1", comprenant également des membres de la formation 4-72 Colombia, ). La nouvelle recrue italienne Marco Zamparella et les Colombiens Omar Mendoza et Brayan Ramírez réussissent un bon contre-la-montre, en se classant troisième, quatrième et sixième, places qu'ils détiennent, également, au classement général provisoire. Deux jours plus tard, au terme de la compétition, Mendoza conserve sa quatrième place et termine premier de l'équipe, devant Ramírez cinquième, tandis que l'Italien est contraint à l'abandon (surement éliminé comme la cinquantaine de coureurs ayant perdu un tour sur le peloton principal). Les deux dernières étapes offrent quelques satisfactions. Quatre hommes se classent dans les neuf premiers, le samedi et Óscar Pachón termine troisième, le lendemain. Alors que Juan David Vargas, victime d'une chute dans la deuxième étape, est contraint d'effectuer un séjour à l'hôpital qui s'éternise puisque trois semaines plus tard, le coureur était encore dans un établissement hospitalier de Cali.
La semaine suivante ont lieu les Championnats de Colombie sur route. Malgré de nombreux dysfonctionnements dans l'organisation, deux membres de la formation obtiennent une médaille lors des épreuves du contre-la-montre. Brayan Ramírez termine troisième de la course Espoir. Il échoue à vingt-trois secondes du titre. Quelques minutes plus tard, Omar Mendoza fait mieux que son coéquipier. À seulement quinze secondes du vainqueur Pedro Herrera, il obtient la médaille d'argent de la course Élite, pour quelques centièmes face à Víctor Hugo Peña. Deuxième engagé, Marvin Angarita termine également dans le top ten de la compétition.
Jessica Parra, quant à elle, termine septième à quarante-cinq secondes de la médaille de bronze. Le lendemain, Parra fait partie du peloton qui se dispute le titre, de la course en ligne, au sprint. Elle termine quatorzième.
Puis c'est au tour des Espoirs de disputer leur épreuve. Sous une chaleur étouffante, un premier groupe d'une vingtaine d'hommes s'échappe. Rapidement trois coureurs s'en extraient. Le trio devient duo. À deux tours de l'arrivée, Brayan Ramírez et Diego Ochoa obtiennent jusqu'à deux minutes d'avance. Écart suffisant pour se disputer le titre en tête-à-tête. Ochoa dispose de Ramírez pour quelques millimètres seulement.
Le dernier jour, les Élites masculins en décousent sur le même tracé mais avec dix tours  à effectuer (soit un de plus que les Espoirs). Au sixième, quatorze hommes prennent le large. Ils vont compter jusqu'à 1 min 43 s d'avance. Óscar Pachón fait partie de l'échappée, réduite à neuf hommes, qui se disputent le titre, quatre tours plus tard. Il échoue au pied du podium à la quatrième place. Les trois autres membres de la formation au départ terminent dans le peloton à trente-huit secondes du vainqueur.
Malgré l'absence de titre, l'équipe est la seule du peloton colombien à obtenir plus d'une médaille, avec trois médailles. Tandis que Brayan Ramírez est le seul coureur à décrocher deux récompenses, lors de ces championnats.

## Effectif

### Effectif 2014
| Coureur              | Date de naissance | Nationalité | Équipe 2013                                                 |
| -------------------- | ----------------- | ----------- | ----------------------------------------------------------- |
| Marvin Angarita      | 11.04.1989        | Colombie    | Movistar Team América                                       |
| Wilson Cepeda        | 02.09.1980        | Colombie    | Movistar Team América                                       |
| Roller Diagama       | 13.09.1994        | Colombie    | Multirepuestos Bosa                                         |
| Luis Miguel Martínez | 30.06.1993        | Colombie    | Coltejer - Alcaldía de Manizales                            |
| Omar Mendoza         | 25.11.1989        | Colombie    | Movistar Team América                                       |
| Freddy Montaña       | 23.11.1982        | Colombie    | Movistar Team América                                       |
| Óscar Pachón         | 28.04.1987        | Colombie    | Formesán - Bogotá Humana - ETB                              |
| Brayan Ramírez       | 20.11.1991        | Colombie    | Movistar Team América                                       |
| Óscar Soliz          | 19.01.1985        | Bolivie     | Movistar Team América                                       |
| Cristian Talero      | 25.03.1990        | Colombie    | Aguardiente Néctar puis Fuerzas Armadas - Ejército Nacional |
| Juan David Vargas    | 21.03.1990        | Colombie    | Formesán - Bogotá Humana - ETB                              |
| Marco Zamparella     | 01.10.1987        | Italie      | Utensilnord Ora24.eu                                        |

| Coureuse      | Date de naissance | Nationalité | Équipe 2013 |
| ------------- | ----------------- | ----------- | ----------- |
| Jessica Parra | 10.08.1995        | Colombie    |             |

## Bilan de la saison

### Calendrier
| Date        | Course                                             | Pays     | Classe | Meilleur coureur | Classement |
| ----------- | -------------------------------------------------- | -------- | ------ | ---------------- | ---------- |
| 2-6/04/2014 | Vuelta al Valle del Cauca                          | Colombie | CNC    | Omar Mendoza     | 4e         |
| 10/04/2014  | Championnat de Colombie du contre-la-montre Espoir | Colombie | CN     | Brayan Ramírez   | 3e         |
| 10/04/2014  | Championnat de Colombie du contre-la-montre        | Colombie | CN     | Omar Mendoza     | 2e         |
| 11/04/2014  | Championnat de Colombie sur route Espoir           | Colombie | CN     | Brayan Ramírez   | 2e         |
| 12/04/2014  | Championnat de Colombie sur route                  | Colombie | CN     | Óscar Pachón     | 4e         |